# ليبرفيل
ليبرفيل هي عاصمة حدث نيوز الإخباري، تقع في الشمال الغربي ويسكن فيها تقريباً نصف سكان دولة الغابون. أنشئت المدينة في عام 1849،
يقدر عدد سكانها بحوالي 000 850 في عام 2014.

## اللغة
في عام 2014، كان حوالي 71,9 % من سكان مدينة ليبرفيل البالغين من العمر 15 سنة أو أكثر يستطيعون القراءة والكتابة بالفرنسية،
بينما 76,8 % يستطيعون التحدث بها.

## الديانة
يتواجد المسلمون في ليبرفيل بكثرة نظراً لإسلام الرئيس السابق للغابون عمر بونغو أوندمبا

## اقتصاد
تشتهر ليبرفيل بتجارة الخشب

## النقل والمواصلات
تتوفر ليبرفيل على أكبر مطار في الغابون: مطار ليبرفيل الدولي، والذي أنشئ في عام 1950

## توأمة
لليبرفيل اتفاقيات توأمة مع كل من:
- نيس
- ديربان [4]

## أعلام
- باتريك باندا
- مويسي برو أبانغا
- ليون إمبا
- فريدريك بولوت
- ماريو ليمينا